# Prix de l'Arc de Triomphe

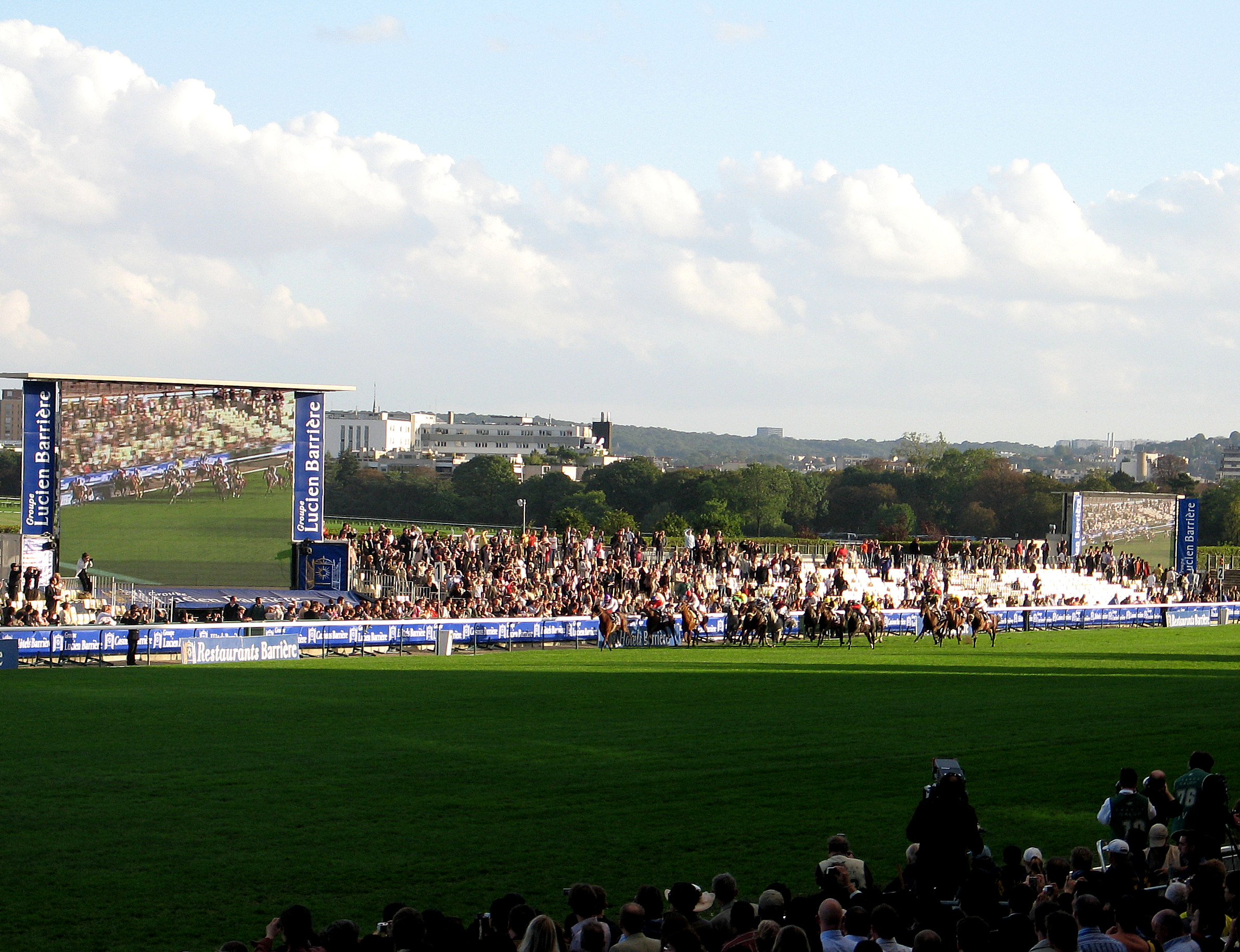
Een koers komt binnen op het Hippodroom van Longchamp tijdens de Grand Prix de l'arc de Triomphe. 1 oktober 2006

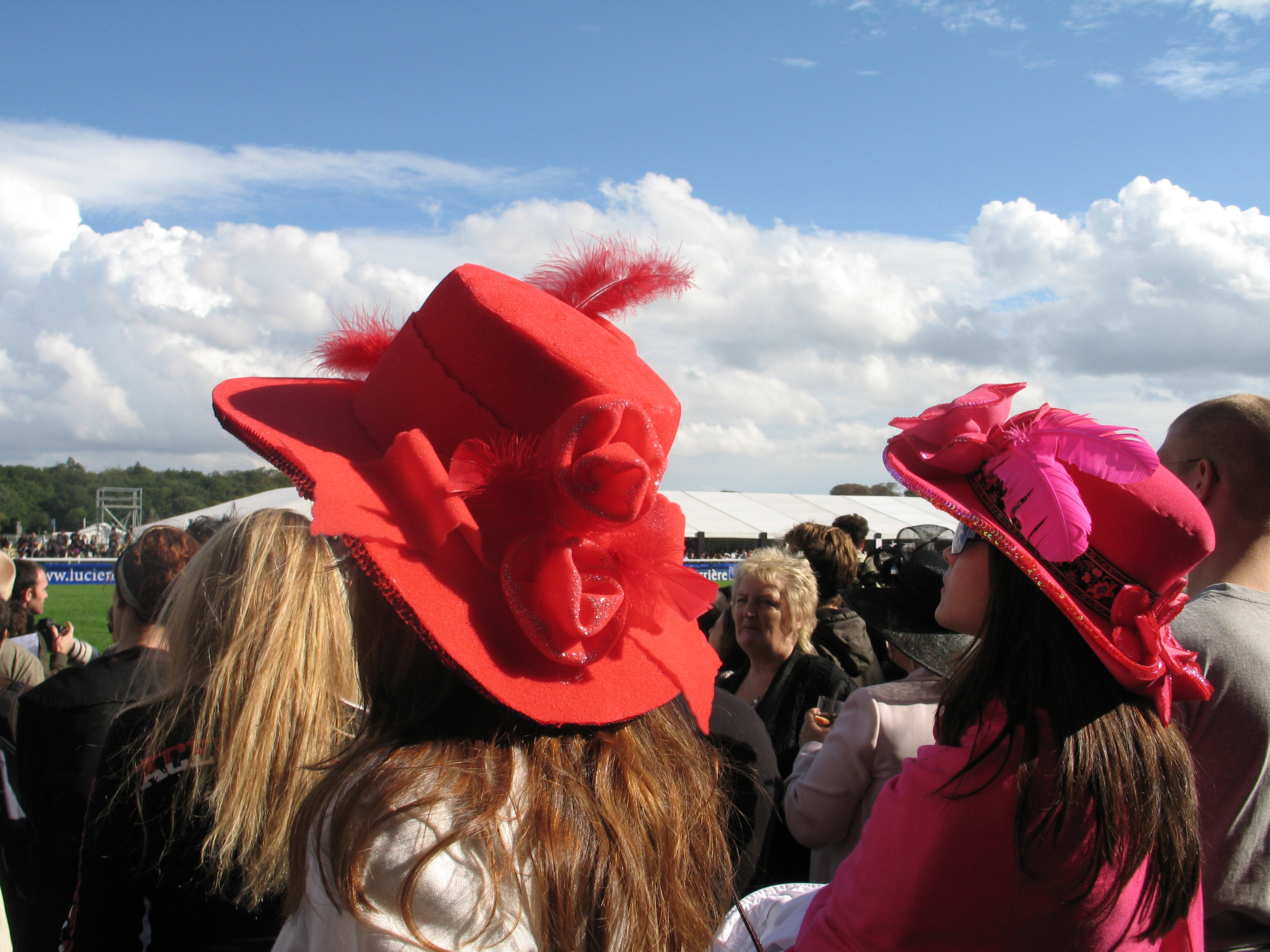
Bezoekers van de Grand Prix de L'Arc de Triomphe, 1 oktober 2006. Dames met een hoed mogen gratis naar binnen

De Prix de l'Arc de Triomphe is een Groep 1-paardenrace zonder obstakels voor drie jaar of oudere paarden. De afstand is 2400 meter en wordt gereden op de Hippodrome de Longchamp te Parijs, op de eerste zondag van oktober. De eerste editie werd gehouden in 1920.
De race, die meestal kortaf de "Arc" genoemd wordt, is een van de vier klassieke Groep 1-races in Frankrijk. Dankzij een prijzengeld van €5.000.000 (2015) brengt het de beste paarden uit Groot-Brittannië, Ierland, Frankrijk en andere Europese landen naar Parijs.

## Winnaars
| Jaar                      | Winnaar            | Leeftijd | Jockey               | Trainer              | Eigenaar                               | Tijd        |
| ------------------------- | ------------------ | -------- | -------------------- | -------------------- | -------------------------------------- | ----------- |
| 1920                      | Comrade            | 3        | Frank Bullock        | Peter Gilpin         | Evremond de Saint-Alary                | 2:39.0      |
| 1921                      | Ksar               | 3        | George Stern         | Walter R. Walton     | Mme Edmond Blanc                       | 2:34.8      |
| 1922                      | Ksar               | 4        | Frank Bullock        | Walter R. Walton     | Mme Edmond Blanc                       | 2:38.8      |
| 1923                      | Parth              | 3        | Frank O'Neill        | James H. Crawford    | A. Kingsley Macomber                   | 2:38.2      |
| 1924                      | Massine            | 4        | Albert Sharpe        | Elijah Cunnington    | Henry Ternynck                         | 2:40.8      |
| 1925                      | Priori             | 3        | Marcel Allemand      | Percy Carter         | Comte Gerard de Chavagnac              | 2:33.8      |
| 1926                      | Biribi             | 3        | Domingo Torterolo    | Juan Torterolo       | Simon Guthmann                         | 2:32.8      |
| 1927                      | Mon Talisman       | 3        | Charles Semblat      | Frank Carter         | Édouard Martinez de Hoz                | 2:32.8      |
| 1928                      | Kantar             | 3        | Arthur Esling        | Richard Carver       | Ogden L. Mills                         | 2:38.8      |
| 1929                      | Ortello            | 3        | Paolo Caprioli       | Willy Carter         | Giuseppe del Montel                    | 2:42.8      |
| 1930                      | Motrico            | 5        | Marcel Fruhinsholtz  | Maurice d'Okhuysen   | Vicomte Max de Rivaud                  | 2:44.8      |
| 1931                      | Pearl Cap          | 3        | Charles Semblat      | Frank Carter         | Mlle Diana Esmond                      | 2:38.8      |
| 1932                      | Motrico            | 7        | Charles Semblat      | Maurice d'Okhuysen   | Vicomte Max de Rivaud                  | 2:44.6      |
| 1933                      | Crapom             | 3        | Paolo Caprioli       | Frederico Regoli     | Mario Crespi                           | 2:41.6      |
| 1934                      | Brantôme           | 3        | Charles Bouillon     | Lucien Robert        | Édouard A. de Rothschild               | 2:41.8      |
| 1935                      | Samos              | 3        | Walter Sibbritt      | Frank Carter         | Evremond de Saint-Alary                | 2:42.6      |
| 1936                      | Corrida            | 4        | Charlie Elliott      | John E. Watts        | Marcel Boussac                         | 2:38.6      |
| 1937                      | Corrida            | 5        | Charlie Elliott      | John E. Watts        | Marcel Boussac                         | 2:33.9      |
| 1938                      | Eclair au Chocolat | 3        | Charles Bouillon     | Lucien Robert        | Édouard A. de Rothschild               | 2:39.8      |
| Geen race in 1939 en 1940 |                    |          |                      |                      |                                        |             |
| 1941                      | Le Pacha           | 3        | Paul Francolon       | John Cunnington      | Philippe Gund                          | 2:36.2      |
| 1942                      | Djebel             | 5        | Jacques Doyasbère    | Charles Semblat      | Marcel Boussac                         | 2:37.9      |
| 1943                      | Verso II           | 3        | Guy Duforez          | Charles Clout        | Comte Hubert de Chambure               | 2:33.4      |
| 1944                      | Ardan              | 3        | Jacques Doyasbère    | Charles Semblat      | Marcel Boussac                         | 2:35.0      |
| 1945                      | Nikellora          | 3        | Rae Johnstone        | René Pelat           | Mme Robert Patureau                    | 2:34.8      |
| 1946                      | Caracalla          | 4        | Charlie Elliott      | Charles Semblat      | Marcel Boussac                         | 2:33.3      |
| 1947                      | Le Paillon         | 5        | Fernand Rochetti     | William Head         | Mme Lucienne Aurousseau                | 2:33.4      |
| 1948                      | Migoli             | 4        | Charles Smirke       | Frank Butters        | HH Aga Khan III                        | 2:31.6      |
| 1949                      | Coronation         | 3        | Roger Poincelet      | Charles Semblat      | Marcel Boussac                         | 2:33.2      |
| 1950                      | Tantieme           | 3        | Jacques Doyasbère    | François Mathet      | François Dupré                         | 2:34.2      |
| 1951                      | Tantieme           | 4        | Jacques Doyasbère    | François Mathet      | François Dupré                         | 2:32.8      |
| 1952                      | Nuccio             | 4        | Roger Poincelet      | Alec Head            | HH Aga Khan III                        | 2:39.8      |
| 1953                      | La Sorellina       | 3        | Maurice Larraun      | Etienne Pollet       | Paul Duboscq                           | 2:31.8      |
| 1954                      | Sica Boy           | 3        | Rae Johnstone        | Pierre Pelat         | Mme Jean Cochery                       | 2:36.3      |
| 1955                      | Ribot              | 3        | Enrico Camici        | Ugo Penco            | Mario della Rocchetta                  | 2:35.6      |
| 1956                      | Ribot              | 4        | Enrico Camici        | Ugo Penco            | Mario della Rocchetta                  | 2:34.8      |
| 1957                      | Oroso              | 4        | Serge Boullenger     | Daniel Lescalle      | Raoul Meyer                            | 2:33.4      |
| 1958                      | Ballymoss          | 4        | Scobie Breasley      | Vincent O'Brien      | John McShain                           | 2:37.9      |
| 1959                      | Saint Crespin      | 3        | George Moore         | Alec Head            | Prince Aly Khan                        | 2:33.3      |
| 1960                      | Puissant Chef      | 3        | Maxime Garcia        | Charles Bartholomew  | Henry Aubert                           | 2:44.0      |
| 1961                      | Molvedo            | 3        | Enrico Camici        | Armando Maggi        | Egidio Verga                           | 2:38.4      |
| 1962                      | Soltikoff          | 3        | Marcel Depalmas      | René Pelat           | Simone Del Duca                        | 2:30.9      |
| 1963                      | Exbury             | 4        | Jean Deforge         | Geoffroy Watson      | Guy de Rothschild                      | 2:35.0      |
| 1964                      | Prince Royal       | 3        | Roger Poincelet      | Georges Bridgland    | Rex C. Ellsworth                       | 2:35.5      |
| 1965                      | Sea Bird           | 3        | Pat Glennon          | Etienne Pollet       | Jean Ternynck                          | 2:35.5      |
| 1966                      | Bon Mot III        | 3        | Freddy Head          | William Head         | Walter Burmann                         | 2:39.8      |
| 1967                      | Topyo              | 3        | Bill Pyers           | Charles Bartholomew  | Suzy Volterra                          | 2:38.2      |
| 1968                      | Vaguely Noble      | 3        | Bill Williamson      | Etienne Pollet       | Mrs Robert A Franklyn                  | 2:35.2      |
| 1969                      | Levmoss            | 4        | Bill Williamson      | Seamus McGrath       | Seamus McGrath                         | 2:29.0      |
| 1970                      | Sassafrás          | 3        | Yves Saint-Martin    | François Mathet      | Arpad Plesch                           | 2:29.7      |
| 1971                      | Mill Reef          | 3        | Geoff Lewis          | Ian Balding          | Paul Mellon                            | 2:28.3      |
| 1972                      | San San            | 3        | Freddy Head          | Angel Penna, Sr.     | Comtesse Margit Batthyany              | 2:28.3      |
| 1973                      | Rheingold          | 4        | Lester Piggott       | Barry Hills          | Henry Zeisel                           | 2:35.8      |
| 1974                      | Allez France       | 4        | Yves Saint-Martin    | Angel Penna, Sr.     | Daniel Wildenstein                     | 2:36.9      |
| 1975                      | Star Appeal        | 5        | Greville Starkey     | Theo Grieper         | Waldemar Zeitelhack                    | 2:33.6      |
| 1976                      | Ivanjica           | 4        | Freddy Head          | Alec Head            | Jacques Wertheimer                     | 2:39.4      |
| 1977                      | Alleged            | 3        | Lester Piggott       | Vincent O'Brien      | Robert Sangster                        | 2:30.6      |
| 1978                      | Alleged            | 4        | Lester Piggott       | Vincent O'Brien      | Robert Sangster                        | 2:36.5      |
| 1979                      | Three Troikas      | 3        | Freddy Head          | Criquette Head       | Ghislaine Head                         | 2:28.9      |
| 1980                      | Detroit            | 3        | Pat Eddery           | Olivier Douïeb       | Robert Sangster                        | 2:28.0      |
| 1981                      | Gold River         | 4        | Gary W. Moore        | Alec Head            | Jacques Wertheimer                     | 2:35.2      |
| 1982                      | Akiyda             | 3        | Yves Saint-Martin    | François Mathet      | HH Aga Khan IV                         | 2:37.0      |
| 1983                      | All Along          | 4        | Walter Swinburn      | Patrick Biancone     | Daniel Wildenstein                     | 2:28.1      |
| 1984                      | Sagace             | 4        | Yves Saint-Martin    | Patrick Biancone     | Daniel Wildenstein                     | 2:39.1      |
| 1985                      | Rainbow Quest      | 4        | Pat Eddery           | Jeremy Tree          | Khalid Abdullah                        | 2:29.5      |
| 1986                      | Dancing Brave      | 3        | Pat Eddery           | Guy Harwood          | Khalid Abdullah                        | 2:27.7      |
| 1987                      | Trempolino         | 3        | Pat Eddery           | André Fabre          | Paul de Moussac                        | 2:26.3      |
| 1988                      | Tony Bin           | 5        | John Reid            | Luigi Camici         | Veronica del Bono Gaucci               | 2:27.3      |
| 1989                      | Carroll House      | 4        | Michael Kinane       | Michael Jarvis       | Antonio Balzarini                      | 2:30.8      |
| 1990                      | Saumarez           | 3        | Gérald Mossé         | Nicolas Clément      | Bruce McNall                           | 2:29.8      |
| 1991                      | Suave Dancer       | 3        | Cash Asmussen        | John Hammond         | Henri Chalhoub                         | 2:31.4      |
| 1992                      | Subotica           | 4        | Thierry Jarnet       | André Fabre          | Olivier Lecerf                         | 2:39.0      |
| 1993                      | Urban Sea          | 4        | Eric Saint-Martin    | Jean Lesbordes       | David Tsui                             | 2:37.9      |
| 1994                      | Carnegie           | 3        | Thierry Jarnet       | André Fabre          | Sjeik Mohammed                         | 2:31.1      |
| 1995                      | Lammtarra          | 3        | Frankie Dettori      | Saeed bin Suroor     | Sjeik Saeed                            | 2:31.8      |
| 1996                      | Helissio           | 3        | Olivier Peslier      | Elie Lellouche       | Enrique Sarasola                       | 2:29.9      |
| 1997                      | Peintre Célèbre    | 3        | Olivier Peslier      | André Fabre          | Daniel Wildenstein                     | 2:24.6      |
| 1998                      | Sagamix            | 3        | Olivier Peslier      | André Fabre          | Jean-Luc Lagardère                     | 2:34.5      |
| 1999                      | Montjeu            | 3        | Michael Kinane       | John Hammond         | Michael Tabor                          | 2:38.5      |
| 2000                      | Sinndar            | 3        | Johnny Murtagh       | John Oxx             | HH Aga Khan IV                         | 2:25.8      |
| 2001                      | Sakhee             | 4        | Frankie Dettori      | Saeed bin Suroor     | Godolphin                              | 2:36.1      |
| 2002                      | Marienbard         | 5        | Frankie Dettori      | Saeed bin Suroor     | Godolphin                              | 2:26.7      |
| 2003                      | Dalakhani          | 3        | Christophe Soumillon | Alain de Royer-Dupré | HH Aga Khan IV                         | 2:32.3      |
| 2004                      | Bago               | 3        | Thierry Gillet       | Jonathan Pease       | familie Niarchos                       | 2:25.0      |
| 2005                      | Hurricane Run      | 3        | Kieren Fallon        | André Fabre          | Michael Tabor                          | 2:27.4      |
| 2006                      | Rail Link          | 3        | Stéphane Pasquier    | André Fabre          | Khalid Abdullah                        | 2:26.3      |
| 2007                      | Dylan Thomas       | 4        | Kieren Fallon        | Aidan O'Brien        | Sue Magnier & Michael Tabor            | 2:28.5      |
| 2008                      | Zarkava            | 3        | Christophe Soumillon | Alain de Royer-Dupré | HH Aga Khan IV                         | 2:28.8      |
| 2009                      | Sea the Stars      | 3        | Michael Kinane       | John Oxx             | Christopher Tsui                       | 2:26.3      |
| 2010                      | Workforce          | 3        | Ryan L. Moore        | Sir Michael Stoute   | Prince Khalid Abdullah                 | 2:35.3      |
| 2011                      | Danedream          | 3        | Andrasch Starke      | Peter Schiergen      | Gestut Burg Eberstein & Teruya Yoshida | 2:24.49 (*) |
| 2012                      | Solemia            | 4        | Olivier Peslier      | Carlos Laffon-Parias | Wertheimer et Frère                    | 2:37:68     |
| 2013                      | Treve              | 3        | Thierry Jarnet       | Criquette Head       | Joaan al Thani                         | 2:32:04     |
| 2014                      | Treve              | 4        | Thierry Jarnet       | Criquette Head       | Al Shaqab Racing                       | 2:26.05     |
| 2015                      | Golden Horn        | 3        | Frankie Dettori      | John Gosden          | Anthony Oppenheimer                    | 2:27.23     |